# 1557 год
1557 (ты́сяча пятьсо́т пятьдеся́т седьмо́й) год  по юлианскому календарю — невисокосный год, начинающийся в пятницу. Это 1557 год нашей эры, 7‑й год 6‑го десятилетия XVI века 2‑го тысячелетия, 8‑й год 1550‑х годов. Он закончился 468 лет назад.
| Пн | Вт | Ср | Чт | Пт | Сб | Вс |
|    |    |    |    | 1  | 2  | 3  |
| 4  | 5  | 6  | 7  | 8  | 9  | 10 |
| 11 | 12 | 13 | 14 | 15 | 16 | 17 |
| 18 | 19 | 20 | 21 | 22 | 23 | 24 |
| 25 | 26 | 27 | 28 | 29 | 30 | 31 |

| Пн | Вт | Ср | Чт | Пт | Сб | Вс |
| 1  | 2  | 3  | 4  | 5  | 6  | 7  |
| 8  | 9  | 10 | 11 | 12 | 13 | 14 |
| 15 | 16 | 17 | 18 | 19 | 20 | 21 |
| 22 | 23 | 24 | 25 | 26 | 27 | 28 |

| Пн | Вт | Ср | Чт | Пт | Сб | Вс |
| 1  | 2  | 3  | 4  | 5  | 6  | 7  |
| 8  | 9  | 10 | 11 | 12 | 13 | 14 |
| 15 | 16 | 17 | 18 | 19 | 20 | 21 |
| 22 | 23 | 24 | 25 | 26 | 27 | 28 |
| 29 | 30 | 31 |    |    |    |    |

| Пн | Вт | Ср | Чт | Пт | Сб | Вс |
|    |    |    | 1  | 2  | 3  | 4  |
| 5  | 6  | 7  | 8  | 9  | 10 | 11 |
| 12 | 13 | 14 | 15 | 16 | 17 | 18 |
| 19 | 20 | 21 | 22 | 23 | 24 | 25 |
| 26 | 27 | 28 | 29 | 30 |    |    |

| Пн | Вт | Ср | Чт | Пт | Сб | Вс |
|    |    |    |    |    | 1  | 2  |
| 3  | 4  | 5  | 6  | 7  | 8  | 9  |
| 10 | 11 | 12 | 13 | 14 | 15 | 16 |
| 17 | 18 | 19 | 20 | 21 | 22 | 23 |
| 24 | 25 | 26 | 27 | 28 | 29 | 30 |
| 31 |    |    |    |    |    |    |

| Пн | Вт | Ср | Чт | Пт | Сб | Вс |
|    | 1  | 2  | 3  | 4  | 5  | 6  |
| 7  | 8  | 9  | 10 | 11 | 12 | 13 |
| 14 | 15 | 16 | 17 | 18 | 19 | 20 |
| 21 | 22 | 23 | 24 | 25 | 26 | 27 |
| 28 | 29 | 30 |    |    |    |    |

| Пн | Вт | Ср | Чт | Пт | Сб | Вс |
|    |    |    | 1  | 2  | 3  | 4  |
| 5  | 6  | 7  | 8  | 9  | 10 | 11 |
| 12 | 13 | 14 | 15 | 16 | 17 | 18 |
| 19 | 20 | 21 | 22 | 23 | 24 | 25 |
| 26 | 27 | 28 | 29 | 30 | 31 |    |

| Пн | Вт | Ср | Чт | Пт | Сб | Вс |
|    |    |    |    |    |    | 1  |
| 2  | 3  | 4  | 5  | 6  | 7  | 8  |
| 9  | 10 | 11 | 12 | 13 | 14 | 15 |
| 16 | 17 | 18 | 19 | 20 | 21 | 22 |
| 23 | 24 | 25 | 26 | 27 | 28 | 29 |
| 30 | 31 |    |    |    |    |    |

| Пн | Вт | Ср | Чт | Пт | Сб | Вс |
|    |    | 1  | 2  | 3  | 4  | 5  |
| 6  | 7  | 8  | 9  | 10 | 11 | 12 |
| 13 | 14 | 15 | 16 | 17 | 18 | 19 |
| 20 | 21 | 22 | 23 | 24 | 25 | 26 |
| 27 | 28 | 29 | 30 |    |    |    |

| Пн | Вт | Ср | Чт | Пт | Сб | Вс |
|    |    |    |    | 1  | 2  | 3  |
| 4  | 5  | 6  | 7  | 8  | 9  | 10 |
| 11 | 12 | 13 | 14 | 15 | 16 | 17 |
| 18 | 19 | 20 | 21 | 22 | 23 | 24 |
| 25 | 26 | 27 | 28 | 29 | 30 | 31 |

| Пн | Вт | Ср | Чт | Пт | Сб | Вс |
| 1  | 2  | 3  | 4  | 5  | 6  | 7  |
| 8  | 9  | 10 | 11 | 12 | 13 | 14 |
| 15 | 16 | 17 | 18 | 19 | 20 | 21 |
| 22 | 23 | 24 | 25 | 26 | 27 | 28 |
| 29 | 30 |    |    |    |    |    |

| Пн | Вт | Ср | Чт | Пт | Сб | Вс |
|    |    | 1  | 2  | 3  | 4  | 5  |
| 6  | 7  | 8  | 9  | 10 | 11 | 12 |
| 13 | 14 | 15 | 16 | 17 | 18 | 19 |
| 20 | 21 | 22 | 23 | 24 | 25 | 26 |
| 27 | 28 | 29 | 30 | 31 |    |    |

## События
- 1493—1593 — Столетняя хорватско-османская война. Серия вооружённых конфликтов между Королевством Хорватия и Османской империей[1].
- 1507—1622 — Португало-персидская война. Ряд вооружённых конфликтов между колониалистской Португалией и вассальным Ормузом, с одной стороны, и Сефевидской империей, поддерживаемой англичанами, с другой[2].
- 1511—1641 — Малайско-португальская война. Вооружённый конфликт XVI-XVII веков, в котором Малаккский султанат при поддержке империи Мин, Голландской Ост-Индской компании (с 1607) и Джохора безуспешно сопротивлялся Португальской империи, стремившейся захватить Малакку и установить контроль над торговлей между Индией и Китаем[3].
- 1538—1557 — закончилась Португало-турецкая война[4].
- 1545—1563 — Тридентский собор католической церкви. Утвердил догматы о первородном грехе, чистилище. Один из важнейших соборов в истории Католической церкви. Собрался, чтобы дать ответ движению Реформации. Считается отправной точкой Контрреформации[5].
- 1551—1562 — Австро—турецкая война[6].

- 1551—1559 — Итальянская война[7].
  - Итальянский поход Франсуа де Гиза[8].
  - 10 августа — битва при Сен-кантене[9].
- 1552—1558 — военный вождь арауканов Кауполикан объединил разрозненные группы индейцев в южной части Чили, оказавшие стойкое сопротивление испанцам.
- 1553—1559 — Французское завоевание Корсики[10].
- 1554—1557 — закончился Поход шаха Тахмаспа в Картли и Кахетию[11].
- 1556—1561 — к империи Моголов присоединены Мультан, Лахор, Канаудж, Аллахабад, Джаунпур.
- 1557—1559 — Англо-французская война[12].

- 5 сентября — мирный Позвольский договор Польши и Ливонии (ратифицирован 14 сентября), ущемляющий права Ливонского ордена. Архиепископ Риги Вильгельм Бранденбургский был восстановлен в своих должностях, юридических и имущественных правах, а герцог Мекленбурга Христофор Мекленбургский признавался коадъютором. Договор содержал секретное соглашение о военном союзе Ливонии и Польши против Русского государства[13].
- Филипп II объявил государственное банкротство.
- С помощью великого визира Мехмеда Соколлу (герцеговинца) восстановлено сербское патриаршество в Пече (Ипеке), распространившее власть на Сербию, Боснию, Герцеговину, Черногорию, области Западной Болгарии, северной Македонии, Венгрии.
- Захват Абдуллой-ханом II Бухары. Столица узбекского ханства Шейбанидов перенесена из Самарканда в Бухару (Бухарское ханство)[14].
- Португальцы подкупили китайского чиновника и получили в аренду город Макао.
- В Ногайской Орде разразился голод[15].
- Сигизмунд II Август положил начало проведению земельной реформы (волочной померы) в великом домене ВКЛ[16].

## Русское государство
Царствование: 1533—1584 — Иван IV Васильевич Грозный
- 1552—1557 — окончание Первой черемисской войны[17].
  - Массовая раздача казанских земель русским людям после покорения Казанского ханства Иваном Грозным.
  - Галич выдержал осаду восставших татар и черемисов[18].
- 1554—1557 — русско—шведская война[13].
  - Подписан Второй Новгородский договор со Швецией, закрепляющий окончание войны летом 1556 года. Договор подтвердил существующие границы и сложившийся порядок приёма послов[19].
- Февраль — в Москву приезжает новое ливонское посольство без обещаний о выплати дани согласованным мирным договором 1554 года, но и с просьбой о её отмене. Государь отказывается принять послов и угрожает в случае не выплат: "самому искать её... на всей Ливонской земле"[20].
  - Осень — Ливонский орден заключает союз с ВКЛ против Русского государства. Иван Грозный начинает подготовку к военному походу в Ливонию[20].
- Март — посольство ВКЛ в Москве[21].
- 31 мая — у Ивана Грозного рождается сын Фёдор Иванович (будущий царь)[20].
  - 8 июня — крещён Федор Иванович московским митрополитом Макарием[22].
- Лето — Иван Грозный в составе группы бояр совершил летний поход "на берег" Оки[23].
- Лето — Иван Грозный вновь предоставляет продовольственную помощь голодающей Ногайской Орде. В результате про русски настроенный ногайский бей Исмаил сумел вернуть и удержаться у власти[15].
  - Большая Ногайская Орда и Кабарда признали зависимость от Русского царства. Русское подданство добровольно приняли ногайские башкиры. Установление мира и возвращение беглых ногаев на прежние кочевья позволили в некоторой степени восстановить хозяйство и административную структуру Ногайской Орды[15][24].
- 5 и 14 ноября — заключён Позвольский договор. Серия договоров между Великим княжеством Литовским и Ливонской Конфедерацией, подписанных в местечке Позволь[25].
- Ноябрь — Белёв с уездом пожалован в кормление прибывшему в Москву Вишневецкому Дмитрию Ивановичу (возможно пожалован и Дедиловский уезд)[26]. 
  - Зима — Вишневецкий Д.И. отразил нападение крымского хана Девлет I Гирея на остров Хортица[27].
  - Конец лета — Вишневецкий Д.И. был вынужден оставить крепость на острове Хортица и бежал в Черкассы[27].
- Пожалованы окольничеством: Шереметев Никита Васильевич, Яковля Семён Васильевич, Яковля Иван Петрович[28].
- Пожалованы боярством: Куракин-Булгаков Дмитрий Андреевич, Катырев-Ростовский Андрей Иванович (ум. 1567), Хилков Дмитрий Иванович (ум. 1564), Шереметев Семён Васильевич (ум. 1562), Трахатонтов Василий Юрьевич (ум. 1568)[28].
- На службу великому князю выехал родоначальник дворянского и княжеского рода: Аиповы[29].

### Города и поселения
- Предпринята попытка строительства неподалёку от Ивангорода нового русского морского порта, но он не получил развития, в связи с серьёзной конкуренцией ливонских городов-портов: Рига, Ревель (слв. Таллин), Нарве и др[13].
- Под руководством воеводы Колычева М. И. в г. Ряжск возведена крепость, входившая в XVI-XVII веках в Большую Засечную черту[30].
- Казанский воевода Шуйский Пётр Иванович построил крепость в Лаишево для охраны переправ через р. Каму от набегов ногайцев[31].
- 1555—1561 — в Москве на Красной площади строится храм Василия Блаженного[32].

### Руководители приказов
| Года      | Приказ           | Ф,И,О главы                | Примечания |
| --------- | ---------------- | -------------------------- | ---------- |
| 1549-1561 | Посольского дела | Висковатов Иван Михайлович |            |
|           |                  |                            |            |
|           |                  |                            |            |

## Начало правления
См. также: Список глав государств в 1557 году
- 1557—1563 — Исмаил, третий раз становится беим Ногайской Орды[15].
- 1557—1578 — король Португалии Себастьян.

## Родились

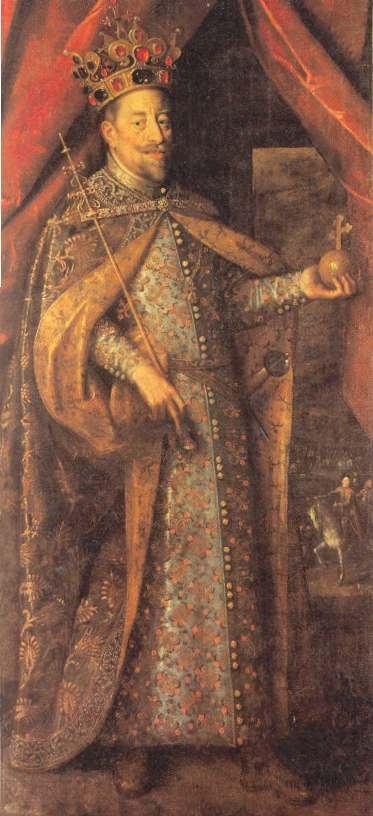
Изображение императора Священной Римской империи Матвея

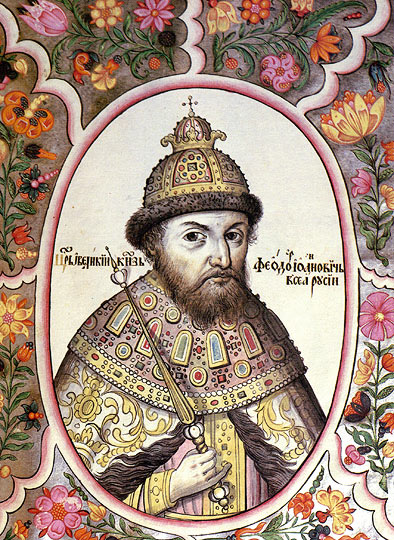
Изображение русского царя Фёдора I

См. также: Категория:Родившиеся в 1557 году
- 1 января — Иштван Бочкаи, князь Трансильвании.
- 4 апреля — Лев Сапега, государственный и военный деятель Великого княжества Литовского.
- Иосиф де Каласанс — католический святой, священник, педагог, основатель ордена пиаристов (пиаров).
- Карраччи, Агостино — итальянский живописец и гравёр, брат Аннибале Караччи.
- Матвей — король Германии (римский король) с 1612 года, император Священной Римской империи, эрцгерцог Австрийский с 20 января 1612 года (замещал императора Рудольфа II с 1593 года), король Венгрии (под именем Матяш II), король Богемии (под именем Матиас II), из династии Габсбургов.
- Морли, Томас — английский композитор, органист и нотоиздатель.
- София Мекленбург-Гюстровская — представительница германской знати, супруга короля Дании и Норвегии Фредерика II. Мать короля Кристиана IV. В 1590—1594 годах исполняла обязанности регента герцогства Шлезвиг-Гольштейнского.
- 31 мая — Фёдор I Иоаннович — царь всея Руси и великий князь Московский с 18 марта 1584 года, третий сын Ивана IV Грозного и царицы Анастасии Романовны, последний представитель московской ветви династии Рюриковичей[22].

## Скончались

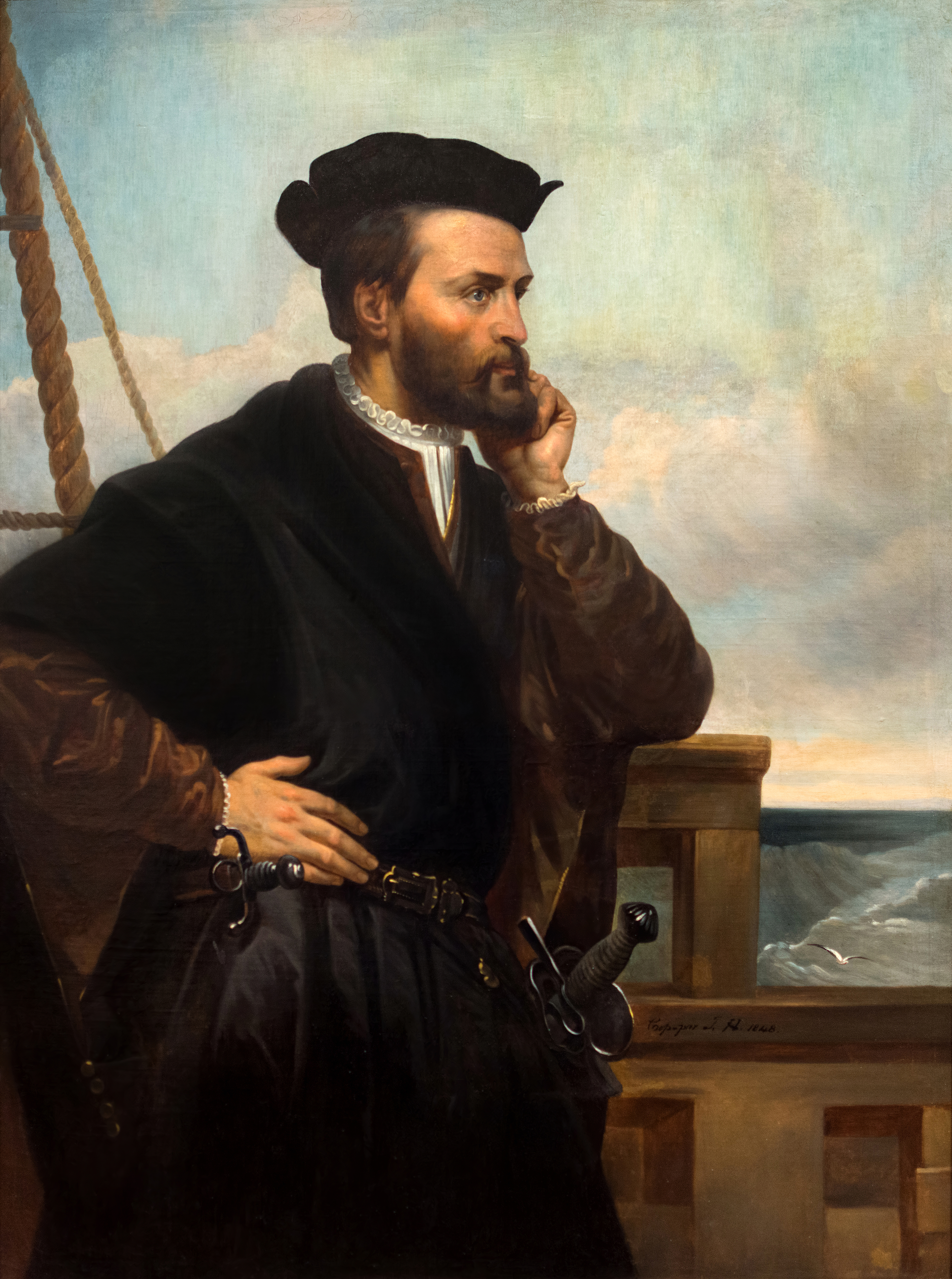
Изображение Жака Картье

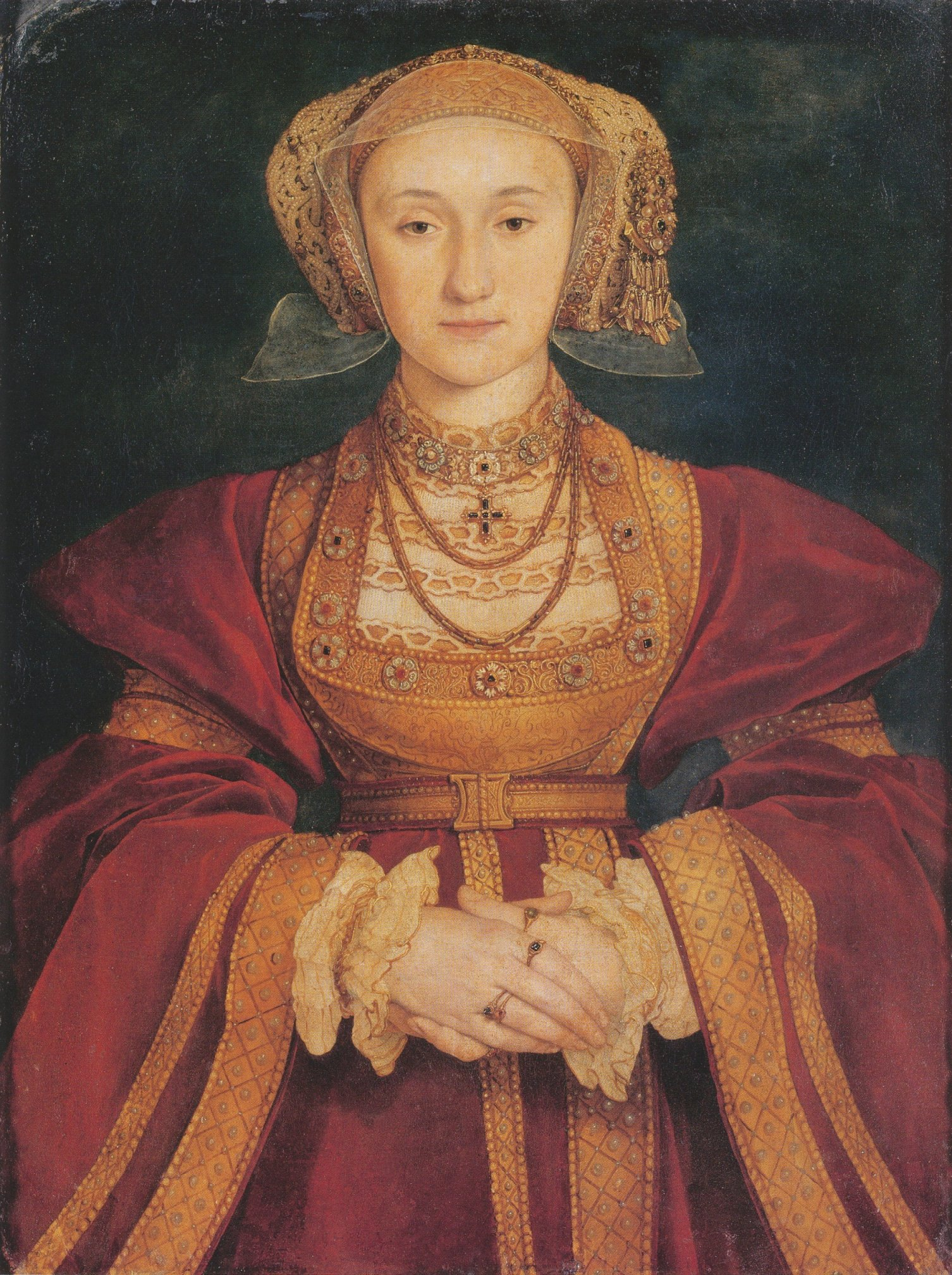
Изображение Анны Клевской

См. также: Категория:Умершие в 1557 году
- 2 января — Понтормо (Карруччи), Якопо (1494—1556), итальянский художник.
- 11 июня — Жуан III Благочестивый, король Португалии с 1521 года (род. 1502)
- 1 августа — Лаутаро, предводитель племени мапуче.
- 8 октября — Шереметев Иван Васильевич Большой, русский военный деятель[33].
- 19 ноября — Бона Сфорца, королева Польши, вторая жена Сигизмунда I Старого (с 1518 года)[16].
- Агрикола, Микаэль — епископ, финский деятель Реформации, просветитель и переводчик Библии на финский язык.
- Анна Клевская — четвёртая супруга английского короля Генриха VIII. После аннулирования брака Анна осталась в Англии, ей было пожаловано щедрое содержание и неофициальное звание «любимой сестры короля» (англ. the King's Beloved Sister).
- Бона Сфорца — неаполитанская принцесса, королева польская в 1518—1556 годах и великая княгиня литовская, вторая супруга короля Сигизмунда I, дочь миланского герцога Джана Галеаццо Сфорца и Изабеллы Арагонской.
- Жуан III — король Португалии и Альгарвы (1521—1557), племянник Жуана II, сын Мануэла I Великого.
- Император Го-Нара — 105-й японский император. Правил с 9 июня 1526 года до своей смерти 27 сентября 1557 года.
- Кабот, Себастьян — итальянский мореплаватель, путешественник, первооткрыватель.
- Картье, Жак — французский мореплаватель, который положил начало французской колонизации Северной Америки.
- Олаф Магнус — шведский церковный деятель, архиепископ Уппсалы, дипломат, писатель и картограф.
- Понтормо — итальянский живописец, представитель флорентийской школы, один из основоположников маньеризма.
- Тарталья, Никколо — итальянский математик.